# 羅通達冰川
78°0′S 161°38′E / 78.000°S 161.633°E
羅通達冰川是南極洲的冰川，位於維多利亞地的斯科特海岸，流經烏戈利尼峰和拉康特山，最終注入費拉爾冰川上游，現時由南極條約體系管理。